# New Ferry
New Ferry è un paese situato sulla Penisola di Wirral, nella contea del Merseyside, in Inghilterra. Il censimento del 2001 condotto dal Regno Unito ha misurato una popolazione di 5.300 abitanti.